# Krmpotsko
Krmpotsko este o arie protejată (sit de importanță comunitară — SCI) din Croația întinsă pe o suprafață de 62,41 ha, integral pe uscat.

## Localizare
Centrul sitului Krmpotsko este situat la coordonatele 45°05′49″N 14°54′34″E / 45.096986°N 14.909377°E.

## Înființare
Situl Krmpotsko a fost declarat sit de importanță comunitară în iulie 2013 pentru a proteja 1 specie de plante.

## Biodiversitate
Situată în ecoregiunea mediteraneană, aria protejată nu include niciun habitat protejat.
La baza desemnării sitului se află o specie protejată de  plante: sisinei (Pulsatilla grandis).